# Katisko-Saarijärvi
Katisko-Saarijärvi eller Katiskonsaarijärvi är en sjö i Finland. Den ligger i kommunen Kemijärvi i landskapet Lappland, i den norra delen av landet, 700 km norr om huvudstaden Helsingfors. Katisko-Saarijärvi ligger 198 meter över havet. Den är 9,6 meter djup. Arean är 1,64 kvadratkilometer och strandlinjen är 9,61 kilometer lång. Sjön  ingår i Kemi älvs huvudavrinningsområde. 